# Anton Räderscheidt
Anton Räderscheidt (Colônia, 11 de outubro de 1892 - Colônia, 8 de março de 1970) foi um pintor expressionista alemão, adscrito à Nova Objetividade. Foi esposo da também pintora Marta Hegemann.
Estudou na Academia de Düsseldorf (1910—1914). Foi gravemente ferido na Primeira Guerra Mundial, durante a qual lutou em Verdun. Depois da guerra regressou para Colônia, onde em 1919 co-fundou o grupo de artistas Stupid com outros membros provenientes do construtivismo e do dadaísmo. O grupo foi de curta duração, e Räderscheidt abandonou o construtivismo para evoluir para o realismo mágico. 
Em 1925 participou na exposição "Nova Objetividade" (Neu Sachlichkeit), na Kunsthalle de Mannheim.
Com a chegada ao poder dos nazistas a sua obra foi considerada coma arte degenerada. 
Entre 1934—1935 viveu em Berlim. Fugiu para a França em 1936, e estabeleceu-se em Paris, onde a sua obra se tornou mais colorida, curvilínea e rítmica. Foi internado pelas autoridades de ocupação em 1940, mas escapou para a Suíça. 
Em 1949 voltou a Colônia e retomou o seu trabalho, produzindo muitas pinturas de cavalos, pouco antes da adoção de um estilo abstrato, em 1957. Após sofrer um derrame cerebral em 1967, teve de voltar  a aprender a pintar. 